# Nojim Maiyegun
Nojim Maiyegun (Lagos, 21 februari 1941 – Wenen, 26 augustus 2024) was een bokser uit Nigeria. Hij schreef geschiedenis door de eerste Olympische medaille voor zijn land te winnen. Hij deed dit op de Olympische Spelen van 1964 waar hij een bronzen medaille behaalde in de categorie halfmiddengewicht (tot 71 kg).
Maiyegun overleed op 26 augustus 2024 op 83-jarige leeftijd.